# Boston Psychoanalytic Society and Institute
Boston Psychoanalytic Society and Institute – stowarzyszenie psychoanalityczne mające na celu prowadzenie badań, podnoszenie kwalifikacji i edukację w zakresie psychoanalizy, formalnie założone przez Franza Alexandra w 1935 roku w Bostonie. Boston Psychoanalytic Institute jest trzecim najstarszym, po New York Psychoanalytic Institute i Chicago Institute for Psychoanalysis, instytutem psychoanalitycznym w Stanach.